# إن آر تي
إن أر تي (بالإنجليزية: NRT) أو ناليا راديو وتلفزيون (بالإنجليزية: Nalia Radio and Television) هي شبكة قنوات كردية تبث من مدينة السليمانية في إقليم كردستان العراق. القنوات تابعة لمؤسسة ناليا الإعلامية المملوكة لرجل الأعمال الكردي شاسوار عبد الواحد. بدأ بثّ القناة باللغة الكردية في 17 شباط 2011.

## القنوات
- قناة ان آر تي (بالإنجليزية: NRT HD) الفضائية والتي تأسست عام 2010 وهي قناة سياسية اجتماعية باللغة الكردية.
- قناة ان آر تي 2 (بالإنجليزية: NRT2) وتأسست عام 2012 وهي قناة منوعة تهتم بالجانب الاجتماعي، بالإضافة إلى الدراما والفن.
- قناة ان آر تي عربية (بالإنجليزية: NRT Arabic) وهي قناة سياسية واجتماعية وتبث برامجها باللغة العربية وتأسست عام 2016 وتوقفت عن البث في عام 2018.

## روابط أضافية
- الموقع الرسمي